# Gesta Romanorum

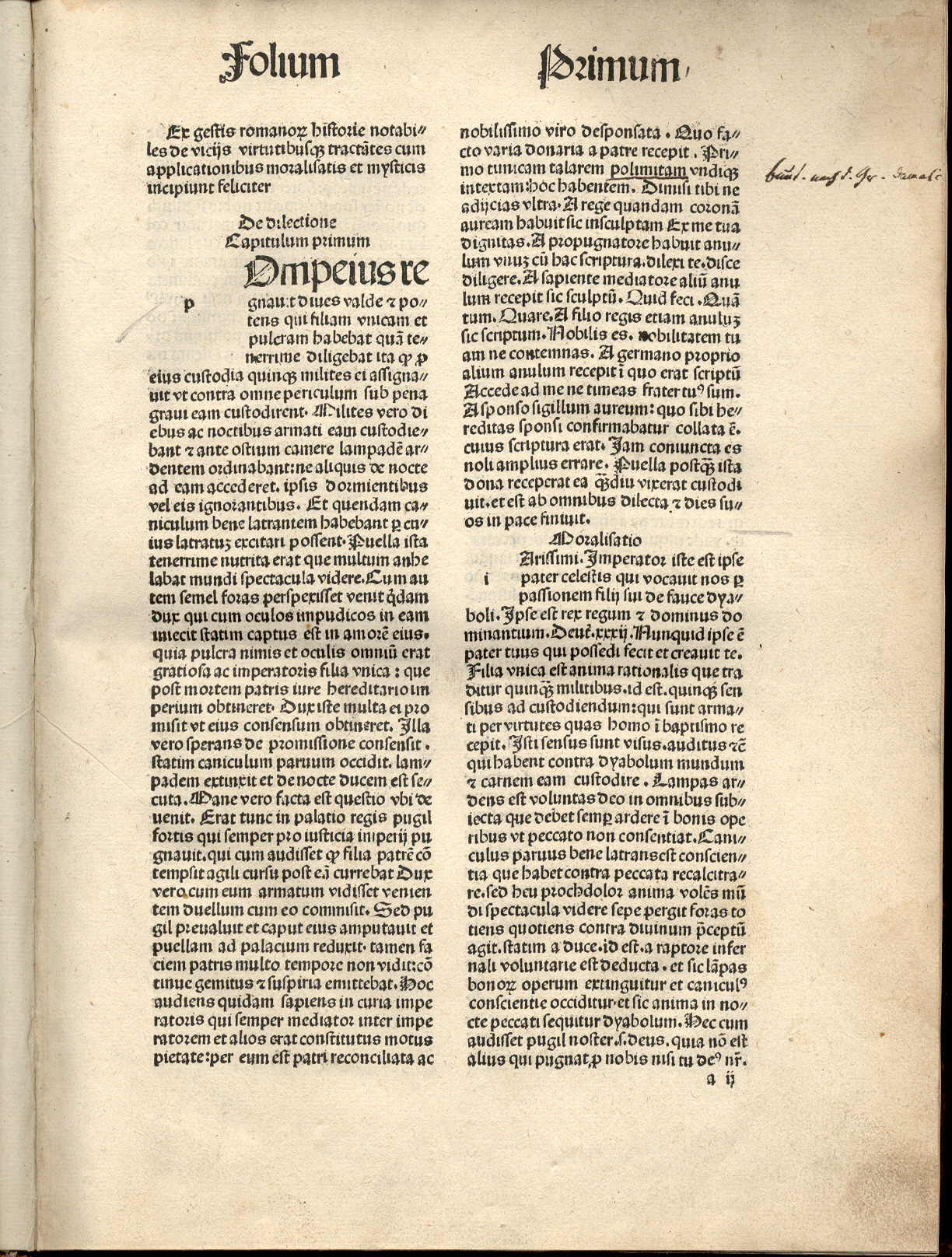
Lateinischer Druck der Gesta Romanorum: Inkunabel, gedruckt in Straßburg von Martin Schott, ca. 1486 (GW 10894); Incipit

Die Gesta Romanorum (deutsch: Die Taten der Römer) sind eine spätmittelalterliche Exempelsammlung, die seit der ersten Hälfte des 14. Jahrhunderts bis in den Barock in wechselnder Gestalt weite Verbreitung fand.

## Inhalt
Der Umfang der Gesta Romanorum variiert in den Handschriften und umfasst bis zu 240 moralisierte Exempel, d. h. beispielhafte Erzählungen mit einer angefügten moralisierenden Ausdeutung. Der Sammlungstitel, Taten der Römer, weist auf das Interesse hin, die Geschichten mit einem Bezug zur römischen Geschichte zu versehen, auch wenn die Erzählstoffe häufig erfunden sind oder aus griechischer, biblischer oder orientalischer Tradition stammen. Die der eigentlichen Erzählung regelmäßig angefügte „moralizatio“ gibt der erzählten Handlung eine allegorische Deutung, indem sie im Rahmen der christlichen Tugend- und Sündenlehre darlegt, wie der Leser/Hörer die Nutzanwendung auf sein eigenes Handeln zu vollziehen hat. Die Gesta Romanorum stehen damit in der allgemeinen Tradition mittelalterlicher Exempelsammlungen, wie sie zum Beispiel durch Petrus Alfonsi oder Die sieben weisen Meister vertreten wurde, und deren primäre Aufgabe es war, für die Predigt geeignete Stoffe zur Verfügung zu stellen.
Die Gesta Romanorum bieten eine große Vielfalt an Themen und Geschichten, die offenbar weitläufig eingesammelt worden sind: „Neben antiken Stoffen (Medusa, Perseus, Pyramus und Thisbe, Odysseus und die Sirenen, Alexander der Große, Apollonius von Tyrus) stehen eine Paraphrase des alttestamentlichen Buches Esther, die Geschichte vom Aussatz heilenden Propheten Elischa, die Geschichte vom Mord an Siseras durch Jaël, die christlichen Legenden von Alexius, Julianus Hospitator, Gregorius und Eustachius, Fabeln (Androklus und der Löwe), die Geschichte von der Schlange am Busen ihres Retters, schwankhafte Geschichten wie z. B. vom eingebildeten Kranken, Beschreibungen von ritterlichen Turnieren und vieles mehr.“

## Entstehung und Rezeption
Die anonyme Sammlung aus antiken Geschichten und mittelalterlichen Legenden wurde in ihrem Kern vermutlich Ende des 13. und Anfang des 14. Jahrhunderts in lateinischer Sprache verfasst. Die Entstehungs- und Stoffgeschichte liegt im Dunkeln, zumal bereits die lateinischen Kompilierungen in den verschiedenen europäischen Regionen ebenso differierten wie die nachfolgenden landessprachlichen Fassungen und seit dem 15. Jahrhundert deren Drucke. So bildeten zum Beispiel die Faits des Romains (13./14. Jahrhundert) mit Geschichten um Julius Caesar  eine eigene französische Tradition.
Ein großer Teil der äußerst zahlreichen lateinischen Handschriften wurde im Süden des deutschen Sprachraums geschrieben. Seit dem Ende des 14. Jahrhunderts finden sich Versionen im Deutschen, Niederländischen, Englischen, Französischen, Tschechischen, Polnischen, Russischen und Ungarischen, wobei im Spätmittelalter die deutschen Bearbeitungen die umfänglichste Gruppe bildeten.
Bis weit ins 16. Jahrhundert waren die Gesta in fast allen europäischen Sprachen im Druck vorhanden und sehr populär. Giovanni Boccaccio und William Shakespeare zum Beispiel wie auch Hans Sachs nutzten die Gesta Romanorum als Stoffsammlung und ergiebige Quelle für ihr literarisches Schaffen.

## Beispieltext

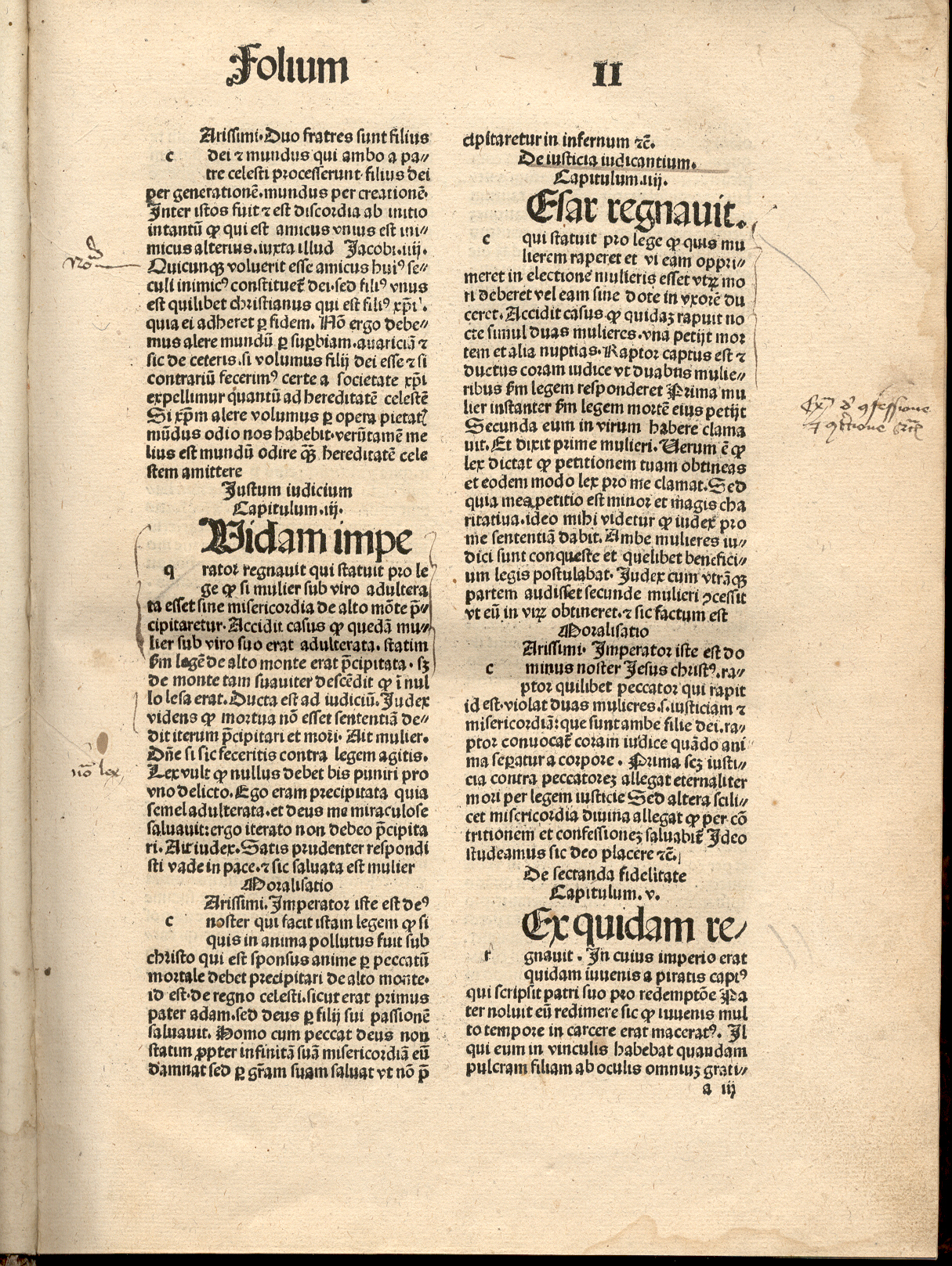
Gesta Romanorum, Martin Schott, Straßburg 1486; fol. IIr

“Justum iudicium, Capitulum III
Quidam imperator regnavit qui statuit pro lege quod si mulier sub viro adulterata esset sine misericordia de alto monte precipitaretur. Accidit casus quod quedam mulier sub viro suo erat adulterata. Statim secundum legem de alto monte erat precipitata. Sed de monte tam suaviter descendit quod in nullo lesa erat. Ducta est ad iudicium. Iudex videns quod mortua non esset sententiam dedit (eam) iterum precipitari et mori. Ait mulier: Domine si sic feceritis contra legem agitis. Lex vult quod nullus debet bis puniri pro uno delicto. Ego eram precipitata quia semel adulterata et deus me miraculose salvavit: Ergo iterato non debeo precipitari. Ait iudex: Satis prudenter respondisti vade in pace. Sic salvata est mulier.
Moralisatio
Carissimi. Imperator iste est deus noster qui facit istam legem quod si quis in anima pollutus fuit sub Christo qui est sponsus anime per peccatum mortale debet precipitari de alto monte id est de regno celesti. Sicut erat primus pater Adam. Sed deus per filii sui passionem salvavit. Homo cum peccat deus non statim propter infinitam suam misericordiam eum damnat sed per gratiam suam salvat ut non precipitaretur in infernum.”

„Ein gerechtes Urteil, Kapitel 3
Es herrschte ein Kaiser, der ein Gesetz erließ, dass eine ehebrüchige Frau ohne Mitleid von einem hohen Berg hinabgestürzt werden solle. Es begab sich der Fall, dass eine gewisse Frau ihrem Mann die Treue brach. Sofort wurde sie gemäß dem Gesetz von einem hohen Berg hinabgestürzt. Aber sie glitt so sanft vom Berg herab, dass sie sich nirgends verletzte. Sie wurde vor Gericht gebracht. Als der Richter sah, dass sie nicht tot war, fällte er das Urteil, sie solle erneut hinabgestürzt werden und sterben. Da sagte die Frau: Herr, wenn Ihr das tätet, handelt Ihr gegen das Gesetz. Das Gesetz will, dass niemand zweimal für ein Delikt bestraft wird. Ich wurde hinabgestürzt, weil ich einmal die Ehe gebrochen habe, und Gott hat mich wunderbar gerettet. Also darf ich nicht erneut hinabgestürzt werden. Der Richter erwiderte: Du hast ziemlich klug geantwortet. Gehe hin in Frieden. So wurde die Frau gerettet.
Moral:
Ihr Lieben! Jener Kaiser ist unser Gott, der durch Gesetz bestimmt, dass jemand, der vor Jesus, dem Angetrauten der Seele, diese besudelt, wegen der Todsünde von einem hohen Berg, d. h. aus dem himmlischen Reich hinabgestürzt werden soll. So geschah es mit dem ersten Vater, mit Adam. Aber Gott rettete ihn durch das Leiden seines Sohns. Wenn ein Mensch sündigt, verdammt ihn Gott in seiner unermesslichen Güte nicht sofort, sondern rettet ihn durch seine Gnade, damit er nicht in die Hölle gestürzt wird.“

## Fundstellen berühmter Stoffe
- Kap.  81: Von der wundersamen Gnade Gottes und der Geburt des seligen Papstes Gregor (Gregor-Roman): Thomas Mann Der Erwählte
- Kap.  89: Vom dreifachen Lauf der Welt: Gotthold Ephraim Lessing Nathan der Weise, Ringparabel
- Kap. 108: Vom getreuen Halten eines Versprechens: Schiller Die Bürgschaft
- Kap. 153: Von zeitlicher Trübsal, welche sich endlich in ewige Freude verwandeln wird (Apollonius-Roman): William Shakespeare Perikles, Prinz von Tyrus
- Erster Anhang, Kap. 10: Vom Kaiser Lucius, sowie Zweiter Anhang Kap. 17: Boccaccio Decameron X,1 und Shakespeare Der Kaufmann von Venedig
- Zweiter Anhang, Kap. 2: Shakespeare König Lear

(Kapitelangaben und Überschriften nach Gesta Romanorum. Die Taten der Römer. Ein Geschichtenbuch des Mittelalters. Hrsg. von H. E. Rübesamen nach der Übersetzung von J. T. G. Grässe, München (Goldmann), o. J. Auf Grund der vielen unterschiedlichen Ausgaben der Gesta Romanorum stimmen diese Kapitelangaben nicht exakt mit denen anderer Ausgaben überein. Dasselbe gilt für die Titel, manchmal auch für die Namen der Kaiser, auf die sich das jeweilige Kapitel bezieht.)

## Ausgaben
Deutsch
- Winfried Trillitzsch (Hrsg.): Gesta Romanorum. – Geschichten von den Römern. Ein Erzählbuch des Mittelalters. Erstmals in vollständiger Übersetzung. Insel-Verlag, Leipzig 1973
- Rainer Nickel (Hrsg.): Gesta Romanorum, Lateinisch–Deutsch, Philipp Reclam jun. GmbH & Co., Stuttgart 1991, ISBN 3-15-008717-1.
- Johann Georg Theodor Grässe (Hrsg.): Gesta Romanorum: Das älteste Märchen- und Legendenbuch des christlichen Mittelalters, Neuausgabe, Hofenberg 2019, ISBN 978-3-7437-3011-3

Latein
- Wilhelm Dick (Hrsg.): Die Gesta Romanorum nach der Innsbrucker Handschrift v. J. 1342 und vier Münchener Handschriften. Erlangen 1890. (Erlanger Beiträge zur Englischen Philologie) Digitalisat im Internet Archive

- Hermann Oesterley: Gesta Romanorum. Berlin 1872. eingeschränkte Vorschau in der Google-Buchsuche